# Rivolta del ghetto di Częstochowa
La rivolta del ghetto di Częstochowa in Polonia contro le forze di occupazione tedesche durante la seconda guerra mondiale fu organizzata il 25 giugno 1943. Vi persero la vita circa 2 000 ebrei.
Il giorno dopo l'occupazione della città, lunedì 4 settembre 1939 noto come lunedì di sangue, i nazisti iniziarono le persecuzioni uccidendo 300 cittadini ebrei. Il 9 aprile 1941 fu ufficialmente istituito il ghetto, e varie forme di segregazione e prigionia persistettero in città fino alla liberazione da parte dell'Armata sovietica nel gennaio 1945. I prigionieri del ghetto erano costretti a lavorare nelle fabbriche come schiavi. Il sito ospitava 48 000 ebrei polacchi, di cui 40 000 furono deportati nel campo di sterminio di Treblinka.
La prima avvisaglia di resistenza armata ci fu il 4 gennaio 1943 nel cosiddetto Ghetto grande, istituito dai tedeschi nell'aprile 1941. Durante la "selezione" dei circa 500 ebrei da deportare nel ghetto di Radomsko c'è stata una sparatoria in piazza Varsavia (ora piazza degli Eroi del Ghetto): furono uccisi Mendel Fiszelewicz (Fiszelowicz) insieme a Isza Fajner, e 50 giovani ebrei furono giustiziati per rappresaglia.

## Insurrezione su vasta scala
La liquidazione finale del cosiddetto Ghetto piccolo, il campo di lavoro per la fabbrica di munizioni, iniziò nel giugno 1943, dopo quattro mesi di esecuzioni di massa al cimitero (ebrei anziani, bambini, intellettuali) e cosiddette "selezioni" per le deportazioni ai campi di lavoro forzato, anche a Bliżyn.
Il 25 giugno 1943 scoppiò una rivolta, organizzata dall'Organizzazione dei combattenti ebraici, ma gli insorti erano male armati. Si barricarono nei bunker lungo la via Nadrzeczna. Nei combattimenti e nei successivi massacri morirono 1 500 ebrei. Il leader della ribellione, Mordechaj Zilberberg, si suicidò mentre i tedeschi stavano per prendere il suo bunker su Nadrzeczna.
La rivolta fu soppressa il 30 giugno 1943 con altri 500 ebrei bruciati vivi o sepolti sotto le macerie del Ghetto piccolo. I restanti 3 900 furono radunati e inviati al campo di Warta o incarcerati nei vicini campi di lavoro annessi agli stabilimenti del gruppo HASAG: Apparatebau (fabbrica „Peltzery”, poi „1 Maja”, „Wełnopol”), Warthewerk ed Eisenhütte (Huta Częstochowa). Intorno a 10 000 ebrei vi furono portati da Skarżysko-Kamienna nel 1944. 
Circa 5 200 di loro furono liberati dall'Armata Rossa a metà gennaio 1945.